# Občina Glabbeek
Glabbeek je občina v belgijski provinci Flandrijski Brabant. Občina leži v okraju Hageland. Glabbeek meji na severu na občini Tielt-Winge in Bekkevoort, na vzhodu na občino Kortenaken, na jugu na Tienen ter na zahodu na Lubbeek. Administrativno središče občine je Glabbeek. 

## Naselja v občini
Attenrode, Bunsbeek, Glabbeek, Kapellen, Wever, Zuurbemde

## Narečje
Uradni jezik je nizozemščina, ampak marsikdo v občini govori getelandščino. Občina leži ob Uerdingenski meji ali ik/ich-ločnici na najbolj skrajno zahodnem območju glasovne spremembe.